# アントロギア (THE BACK HORNのアルバム)
『アントロギア』は、日本のロックバンド、THE BACK HORNの13枚目のフルアルバム。2022年4月13日にSPEEDSTAR RECORDSから発売された。

## 概要
前作『カルペ・ディエム』から2年5か月ぶりの新作。ボーカル山田将司の喉治療・新型コロナウイルス感染拡大の影響などを経て行われた2021年開催の全国ツアー3本完走の上で制作された。
2020年5月の緊急事態宣言発令中に制作された「瑠璃色のキャンバス」を含む、既発楽曲3曲「希望を鳴らせ」「ヒガンバナ」を含む12曲。

## リリース形態
本作は通常盤を含む全3形態で発売。完全生産限定盤AにはBlu-ray、完全生産限定盤BにはDVD付。
それぞれ『LIVE MOVIE 「KYO-MEIストリングスツアー」 feat.リヴスコール ［2021.6.21 Zepp Haneda(TOKYO)］』と「瑠璃色のキャンバス」「希望を鳴らせ」「ヒガンバナ」「疾風怒濤」「ユートピア」以上5曲のMUSIC VIDEOを収録。

## 収録曲

### CD
全編曲：THE BACK HORN
1. ユートピア
作詞：山田将司　作曲：菅波栄純
2. ヒガンバナ
作詞：松田晋二　作曲：菅波栄純
3. 深海魚
作詞：松田晋二　作曲：山田将司
4. 虚言
作詞：菅波栄純　作曲：山田将司
5. 桜色の涙
作詞：松田晋二　作曲：岡峰光舟
6. ネバーエンディングストーリー
作詞・作曲：山田将司
7. 夢路
作詞・作曲：岡峰光舟
8. 疾風怒濤
作詞・作曲：菅波栄純
9. ウロボロス
作詞・作曲：菅波栄純
10. 希望を鳴らせ
作詞：菅波栄純　作曲：山田将司
11. 瑠璃色のキャンバス
作詞・作曲：山田将司
12. JOY
作詞：松田晋二　作曲：山田将司

### Blu-ray・DVD
1-20：『LIVE MOVIE 「KYO-MEIストリングスツアー」 feat.リヴスコール ［2021.6.21 Zepp Haneda(TOKYO)］』
21-25：MUSIC VIDEO
1. オープニング -満天への祈り- (Live SE)
2. トロイメライ
3. シリウス
4. ブラックホールバースデイ
5. 超常現象
6. ジョーカー
7. 自由
8. グレイゾーン
9. いつものドアを
10. シュプレヒコールの片隅で
11. 君を隠してあげよう
12. 夢の花
13. 星降る夜のビート
14. コバルトブルー
15. シンフォニア
16. 戦う君よ
17. 世界中に花束を
18. ミュージック
19. ラピスラズリ
20. 刃
21. 瑠璃色のキャンバス
22. 希望を鳴らせ
23. ヒガンバナ
24. 疾風怒濤
25. ユートピア